# Tzipi Hotovely

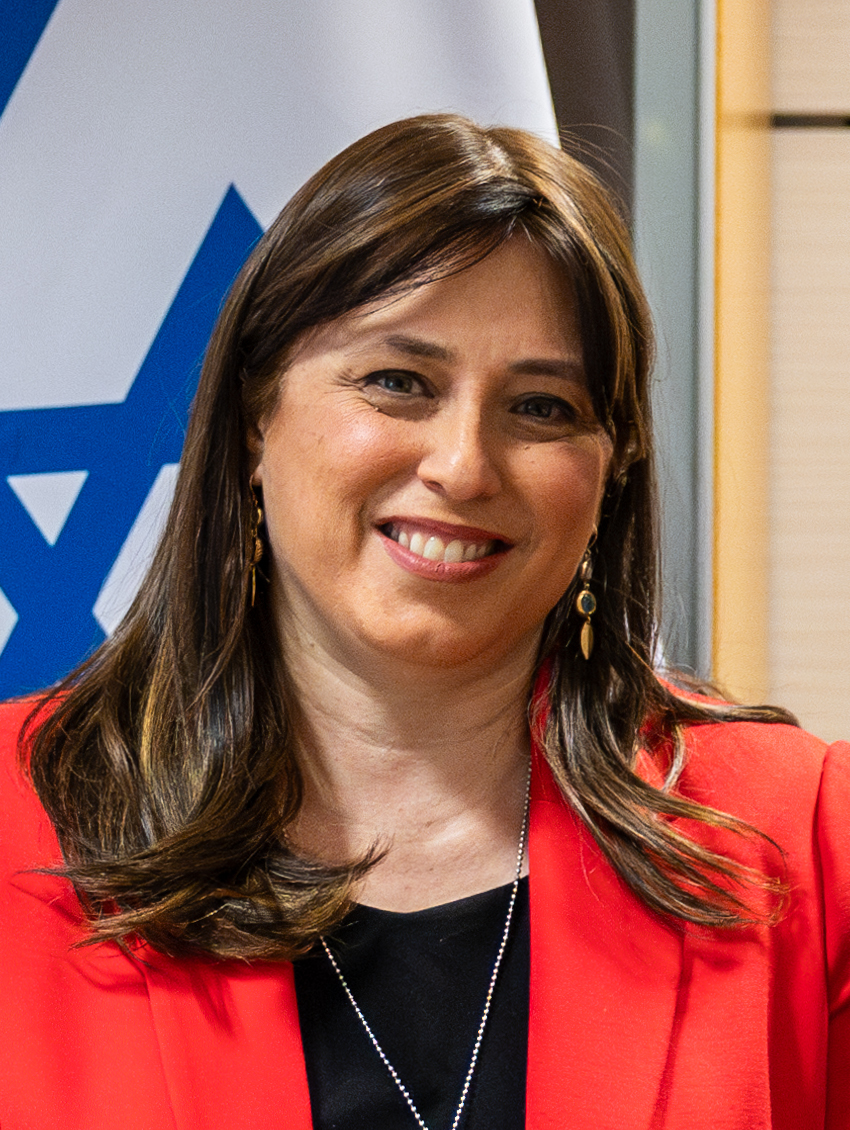
Tzipi Hotovely (2024)

Tzipora (Tzipi) Hotovely (hebräisch צִפּוֹרָה (ציפי) חוֹטוֹבֵלי Zippōrah (Zippī) Chōṭōvelī, in Sprachen ohne den Laut ch (IPA χ): auch Hotovely, * 2. Dezember 1978 in Rechovot) ist eine israelische Politikerin der Partei Likud, Journalistin und Diplomatin.
Die orthodoxe Jüdin gehört zum nationalreligiösen Flügel des Likud und war von 2009 bis 2020 Mitglied der Knesset. Von 2013 bis 2015 war sie stellvertretende Ministerin für Verkehr und Straßenverkehrssicherheit im Kabinett Benjamin Netanjahu III und von 2015 bis 2020 stellvertretende Ministerin für Auswärtige Angelegenheiten im Kabinett Benjamin Netanjahu IV. Von Februar bis Mai 2020 war sie im selben Kabinett Diasporaministerin und von Mai bis August 2020 Ministerin für Siedlungswesen im Kabinett Benjamin Netanjahu V.
Seit dem 2. August 2020 ist sie als erste Frau die israelische Botschafterin im Vereinigten Königreich, als Nachfolgerin von Mark Regev.

## Biografie und politische Standpunkte
Die Eltern Hotovelys kommen aus Georgien. Sie wuchs in ihrer Heimatstadt auf und hat Rechtswissenschaft an der religiös-zionistischen Bar-Ilan-Universität und an der Universität Tel Aviv studiert. Sie ist seit 2013 mit Or Alon verheiratet und Mutter dreier Kinder.
Sie schreibt seit 2006 eine Kolumne in der Zeitung Maʿariv und tritt auch sonst als Medienpersönlichkeit in Erscheinung. 
Am 24. Februar 2009 wurde sie Mitglied der (18.) Knesset und ist damit die jüngste Person, die jemals in die Knesset gewählt wurde. Sie verließ die Knesset am 5. Juli 2020.
Hotovely wird dem rechten Flügel des Likud zugezählt, bezeichnet sich selbst als „religiöse Rechte“, ist maßgeblich an der ideologischen Ausformung der Politik ihrer Partei beteiligt und äußert sich regelmäßig gegen die Errichtung eines palästinensischen Staates.
Hotovely tritt für ein „Großisrael“ ein, das auch die palästinensischen Gebiete umfasst. Sie wiederholte diese Ansicht in einer Rede vor israelischen Diplomaten im Mai 2015, in der sie internationale Kritik an der israelischen Siedlungstätigkeit im Westjordanland zurückwies und sagte, dass Israel viel zu sehr versuche, andere Länder zu besänftigen, und mehr auf sich selbst achten müsse. Sie sagte: „Wir müssen auf die grundlegende Wahrheit zurückkommen, dass wir ein Recht auf dieses Land haben. ... Dieses Land gehört uns. Das ganze Land gehört uns. Wir sind nicht da, um uns dafür zu entschuldigen.“ Sie erklärte, sie werde sich nach Kräften für eine internationale Anerkennung der israelischen Siedlungen im Westjordanland einsetzen und dafür, dass sich Israel für seine Politik gegenüber den Palästinensern nicht entschuldigen müsse. Sie begründete ihre Position mit Bezügen auf die religiösen Schriften des Judentums, um den Anspruch des jüdischen Volkes auf das Westjordanland zu untermauern.
Hotovely tritt für ein Gebetsrecht für Juden auf dem Tempelberg in Jerusalem ein und erklärte, dass es ihr Traum sei, „die israelische Fahne auf dem Tempelberg wehen zu sehen“. Der Tempelberg sei „das Zentrum der israelischen Souveränität, in Israels Hauptstadt, der heiligste Ort des jüdischen Volkes“.
Außerdem engagierte sich Hotovely für die Rechte der Frau innerhalb des orthodoxen Judentums und erregte im Dezember 2011 internationales Aufsehen, als sie sich in die aktuelle Debatte um die Forderung einiger ultra-orthodoxer Juden nach Geschlechtertrennung einschaltete, indem sie sich in einem so genannten Mehadrin-Bus öffentlichkeitswirksam in die für Männer vorgesehene Abteilung setzte.

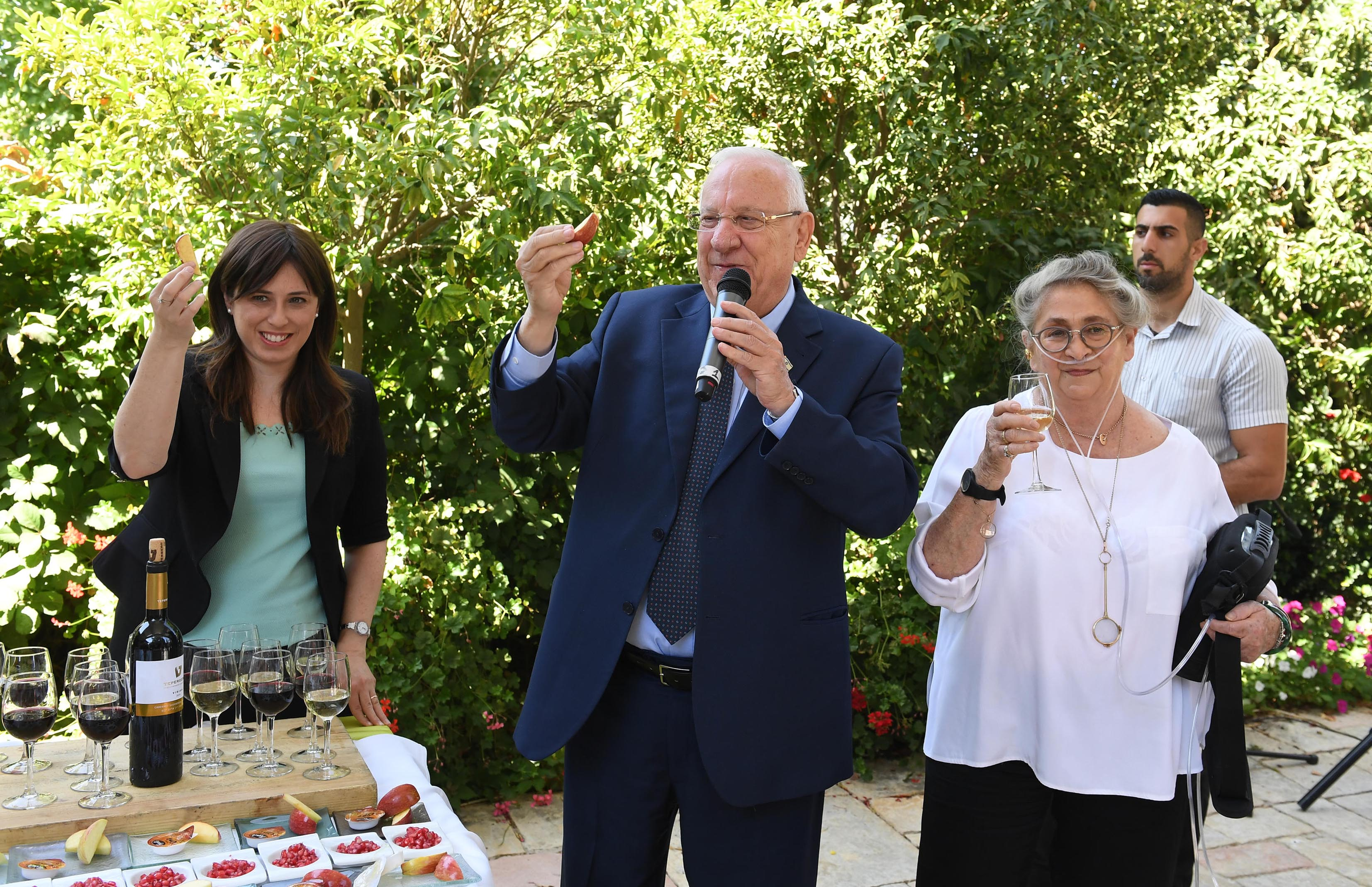
Tzipi Hotovely zu Rosch ha-Schana 2017

Im Zusammenhang mit Sigmar Gabriels Besuch in Israel 2017 und dem Eklat um die Gespräche mit Breaking the Silence und B’Tselem bezeichnete sie die israelische Organisation Breaking the Silence als „Feinde Israels“.
Als Hotovely 2020 als Nachfolgerin von Mark Regev und als erste Frau zur israelischen Botschafterin in Großbritannien ernannt wurde, kritisierten mehrere prominente Vertreter der jüdischen Gemeinde in Großbritannien – darunter Melanie Phillips, Jenni Frazer, Laura Janner-Klausner und Jeremy Beecham, Baron Beecham –, die Ernennung aufgrund ihrer rechtsextremen Ansichten und erklärten: „Die Ernennung einer rechtsextremen Botschafterin ist zwar repräsentativ für die gegenwärtige Regierung Israels, wird Israel jedoch im Vereinigten Königreich – wie auch in jedem anderen vernünftigen Land – keine Freunde gewinnen.“ Na’mod, eine Organisation linksgerichteter britischer Juden, organisierte eine Petition gegen die Ernennung von Hotovely aufgrund „ihrer entsetzlichen Vorgeschichte rassistischen und verhetzenden Verhaltens während ihrer gesamten politischen Karriere“. Anshel Pfeffer schrieb hingegen in Haʾaretz: „Tzipi Hotovely ist das hässliche, extremistische Gesicht Israels; die britischen Juden sollten sie willkommen heißen.“ Hotovely sei eine ungenierte Islamgegnerin und religiöse Fundamentalistin und leugne die Existenz des palästinensischen Volkes.
Nach einem Vortrag an der London School of Economics am Jahrestag der Reichspogromnacht wurde Tzipi Hotovely 2021 von Demonstranten bedrängt und ausgebuht. Mehrere der Demonstranten riefen den Berichten zufolge »Schämst du dich nicht?«. Die britische Regierung bezeichnete den Vorfall als „widerlich“ und teilte mit, dass Antisemitismus keinen Platz an britischen Universitäten habe. Man verurteile das „aggressive und bedrohliche Verhalten“ der Aktivisten.
Hotovely sprach sich in einem Interview auf Sky News im Dezember 2023 ausdrücklich gegen eine Zweistaatenlösung für Israel und Palästina aus.